# Mount Smart Stadium
Mount Smart Stadium (anteriormente denominado Ericsson Stadium e Mt. Smart Stadium e previamente intitulado Manu Vatuvei Stadium) é um estádio multi-uso situado em Auckland, Nova Zelândia.